# 王筠
王 筠（おう いん、481年 - 549年）は、南朝梁の官僚・文人。字は元礼、またの字は徳柔。小字は養。本貫は琅邪郡臨沂県。

## 経歴
南朝斉の太中大夫の王楫（王曇首の子の王僧虔の子）の子として生まれた。幼くして機知に富み、7歳で文章を作る事ができた。16歳のときに「芍薬賦」を作り、美文で知られた。成長すると、物静かで学問を好み、従兄の王泰と名声を等しくした。当時の人に「謝に覧挙あり、王に養炬あり（謝氏に謝覧と謝挙がおり、王氏に王筠と王泰がいる）」と併称された。
臨川王蕭宏の下で中軍行参軍を初任とした。昭明太子蕭統の下に転じて太子舎人となり、尚書殿中郎に任じられた。太子洗馬や太子中舎人を歴任し、いずれも東宮の記録を管掌した。昭明太子は文学の士を愛好しており、王筠や劉孝綽・陸倕・到洽・殷芸らと遊宴を楽しんだ。
王筠は丹陽尹丞・北中郎諮議参軍として出向し、中書郎に転じた。武帝の命を受けて開善寺宝誌大師碑文を作った。また武帝の命で『中書表奏』30巻を編纂し、献上した賦や頌を詩集にまとめた。まもなく湘東王蕭繹の下で寧遠長史を兼ね、寧遠府と湘東王国と会稽郡の事務を代行した。太子家令に任じられ、再び東宮の記録を管掌した。
普通元年（520年）、母が死去したため、職を辞して喪に服した。礼の規定を越えて痩せ細り、喪が明けてからも長らく病に伏せった。普通6年（525年）、尚書吏部郎に任じられ、太子中庶子に転じ、羽林監を兼ねた。さらに歩兵校尉を兼ねた。中大通2年（530年）、司徒左長史に転じた。中大通3年（531年）、昭明太子が死去すると、武帝の命により哀策文を作った。ほどなく貞威将軍・臨海郡太守として出向したが、臨海郡で訴えられて、数年のあいだ任用されなかった。大同初年、豫章王蕭歓の下で雲麾長史として起用され、秘書監に転じた。大同5年（539年）、太府卿に任じられた。大同6年（540年）、度支尚書に転じた。中大同元年（546年）、明威将軍・永嘉郡太守に任じられたが、病を理由に固辞した。光禄大夫となり、まもなく雲騎将軍・司徒左長史に転じた。
太清2年（548年）、侯景の乱が起こり、建康が包囲されたが、王筠は入城しなかった。太清3年（549年）、簡文帝が即位すると、王筠は太子詹事となった。ときに王筠の旧邸が反乱軍に焼かれていたため、王筠は国子祭酒の蕭子雲の邸に寓居していた。夜間に反乱兵の襲撃を受け、恐慌を起こして井戸に落ちて死去した。享年は69。家人10人あまりもこのとき殺害された。
王筠はひとつの官ごとにひとつの文集を編んでおり、『洗馬集』・『中書集』・『中庶子集』・『吏部集』・『左佐集』・『臨海集』・『太府集』はそれぞれ10巻、『尚書集』は30巻あり、合わせて100巻が当時に通行した。
子に王祥があり、南朝陳に仕えて黄門侍郎となった。

## 伝記資料
- 『梁書』巻33 列伝第27
- 『南史』巻22 列伝第12